# 三ッ星
株式会社三ッ星（みつぼし、英文社名： MITSUBOSHI CO., Ltd.）は、キャブタイヤケーブル製造販売のメーカー。

## 主力製品・事業
- 電線・電纜
- 合成樹脂押出成形品
- 高機能チューブ

## 主要事業所
- 本社 - 大阪府大阪市中央区本町１丁目４番８号　エスリードビル本町５Ｆ
- 大阪営業所 -
- 東京営業所 -
- 名古屋営業所 -
- 九州営業所 -
- 羽曳野工場 -
- 滋賀工場 -

## 沿革
- 1947年 - 株式会社三ッ星商会を設立
- 1950年 - 東京支社を開設　九州出張所を開設
- 2007年 - フィリピン共和国にMITSUBOSHI PHILIPPINES CORPORATIONを設立

## 主要関係会社
- シルバー鋼機株式会社
- MITSUBOSHI PHILIPPINES